# Stade du 4-Septembre de Sivas (2016)
Pour l’article homonyme, voir Stade du 4-Septembre de Sivas.
Le stade du Quatre Septembre est un stade de football situé dans la ville de Sivas en Turquie.

## Histoire
La construction du stade commence le 25 mai 2013, afin de remplacer l'ancien Stade du 4-Septembre construit en 1984, situé en centre ville devenu vétuste et comportant une piste d'athlétisme.
Le nouveau stade est construit à deux kilomètres de l'ancien stade, en périphérie de la ville. Comme il y a beaucoup de vent froid dans la région de Sivas, le stade est entièrement fermé, sa façade nord est à double paroi avec une isolation par coussin d'air. En été lorsqu'il fait plus chaud des ouvertures sont possibles pour une meilleure ventilation et pour réguler la température. Sur les côtés est et ouest, de grandes parois en verre permettent de récupérer de la chaleur et diminuer les coûts de chauffage. Sur le toit sud sont installés des panneaux solaires produisant 798 KW par jour (soit l'équivalent de la consommation électrique de 160 maisons). Le toit récupère également les eaux grises de la pluie ou de la neige.
Le stade propose 27532 places assises, les sièges sont de la couleur du Sivasspor, le rouge et le blanc. Il est inauguré le 14 août 2016, lors d'un match contre Tokatspor (3-1).
Dès sa mise en service en 2016, l'ancien stade du 4 septembre est démoli.